# Cézium-hidrid
A cézium-hidrid céziumból és hidrogénből álló ionvegyület, képlete CsH. Standard hőmérsékleten és nyomáson ionrácsa a NaCl-hez hasonlóan lapon középpontos kockarács.

## Fordítás
Ez a szócikk részben vagy egészben  a   Caesium hydride című angol Wikipédia-szócikk ezen változatának fordításán alapul.  Az eredeti cikk szerkesztőit annak laptörténete sorolja fel. Ez a jelzés csupán a megfogalmazás eredetét és a szerzői jogokat jelzi, nem szolgál a cikkben szereplő információk forrásmegjelöléseként.